# Витт, Отто Николаус
Отто Николаус Витт (нем. Otto Nikolaus Witt; 31 марта 1853 года, Петербург, Россия — 23 марта 1915 года, Шарлоттенбург, близ Берлина, Германия) — русский и немецкий химик-органик. Сын обрусевшего немца И. Н. Витта, преподавателя химии в Петербургском практическом технологическом институте. В 1875 года окончил Цюрихский политехнический университет, затем работал на химических заводах Англии, Швейцарии и Германии. С 1885 года приват-доцент, с 1891 года профессор технической химии Высшей технической школы в Берлине. Витт разработал теорию зависимости между окраской и строением органических соединений, а также теорию красителей и крашения; впервые получил хризоидин и тропеолин; изучил и ввёл в технику ряд азокрасителей; разработал метод диазотирования труднодиазотирующихся аминов. В 1884 году Витт открыл индофенолы, приготовил их лейкосоединения и предложил способы сульфирования альфа-нафтиламина.